# ペンザ州

ペンザ州
ロシア語: Пензенская область

ペンザ州（ペンザしゅう、Пензенская Область; Penza Oblast）はロシア連邦の州（オーブラスチ）。沿ヴォルガ連邦管区に含まれる。州都はペンザ。

## 地理
北にモルドヴィア共和国、南にサラトフ州、西にタンボフ州と隣り合う。起伏の多い土地で、温暖な大陸性気候。

## 産業
自動車産業、木材加工、繊維工業が盛ん。

## 歴史
17世紀にペンザに築かれた要塞を中心に形成された。1939年2月4日に州とされた。

## 都市
州都ペンザのほかに、クズネツクなどの都市がある。

## 標準時
この地域は、モスクワ時間帯の標準時を使用している。時差はUTC+3時間で、夏時間はない。（2011年3月までは標準時がUTC+3、夏時間がUTC+4、同年3月から2014年10月までは通年UTC+4であった）